# Bruce-Plateau
Das Bruce-Plateau ist ein vereistes, 144 km langes und bis zu 1830 m hochgelegenes Hochplateau im Grahamland auf der Antarktischen Halbinsel. Es erstreckt sich vom Kopfende des Gould-Gletschers und des Erskine-Gletschers nach Nordosten bis in die Nähe der Flandernbucht.
Vermutlicher Entdecker des Plateaus ist der französische Polarforscher Jean-Baptiste Charcot, Leiter der Fünften Französischen Antarktisexpedition (1908–1910), der es im Januar 1909 von der Pendleton-Straße aus erblickte. Die kartografische Erfassung nahm der Falkland Islands Dependencies Survey zwischen 1946 und 1962 anhand von Luftaufnahmen vor. Das UK Antarctic Place-Names Committee benannte das Plateau nach dem schottischen Polarforscher William Speirs Bruce (1867–1921).